# Theophil Krolik

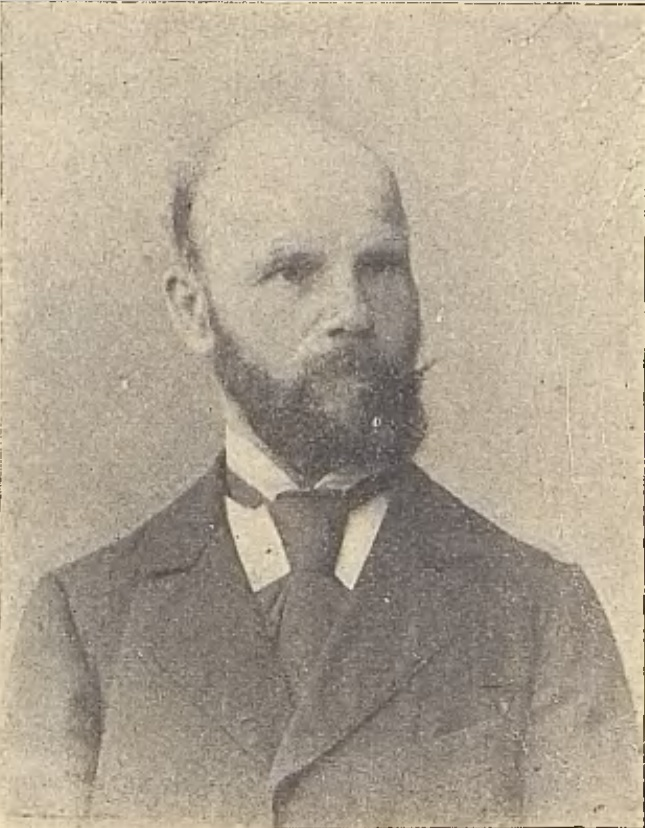
Theophil Krolik (1927)

Theophil Krolik (* 27. April 1851 in Tarnowitz; † 1906) war christlicher Gewerkschafter und Mitglied des Deutschen Reichstags für das Zentrum.

## Leben
Krolik besuchte die katholische Volksschule in Tarnowitz und war als Bergmann tätig bei der Königlichen Friedrich-Grube von 1866 bis 1872, der Karolinen-(Kohlen) Grube bis 1876 und von 1876 bis 1895 war er wieder bei der Königlichen Friedrich-Grube bei Tarnowitz. Danach war er bis 1902 Wagemeister der Gräflichen Kohlenniederlage Carlshof. Vom Jahre 1891 bis 1897 war er erster Vorsitzender des christlichen oberschlesischen Arbeitervereins zu gegenseitiger Hilfe in Beuthen und vom Jahre 1902 an zweiter Vorsitzender.
Von 1903 bis März 1906 war er Mitglied des Deutschen Reichstags für den Wahlkreis Regierungsbezirk Oppeln 5 Beuthen, Tarnowitz und die Deutsche Zentrumspartei.